# Censo demográfico do Brasil de 2000
O censo demográfico do Brasil de 2000 foi a 11.ª operação censitária realizada em território brasileiro. Realizada pelo Instituto Brasileiro de Geografia e Estatística (IBGE), teve o objetivo de retratar a população brasileira, suas características socioeconômicas e ao mesmo tempo, a base para todo o planejamento público e privado da década 1990 – 2000.
O censo foi realizado em todos os 5507 municípios do Brasil.
Foram recenseados todos os moradores em domicílios particulares e coletivos e que se encontravam nele na data de referência que foi a noite de 31 de julho para 1 de agosto de 2000, além das pessoas que estavam ausentes de seu domicílio.
Os primeiros resultados do Censo 2000 foram divulgados a partir de dezembro do mesmo ano.

## População recenseada por estado

Estados do Brasil por população.

O Censo demográfico de 2000 revelou que mais de 42% da população brasileira encontrava-se concentrada na Região Sudeste do país, o que permaneceu no censo de 2010.
| Posição | Unidade da Federação | População (1991) | População (2000) | % Crescimento |
| ------- | -------------------- | ---------------- | ---------------- | ------------- |
| 1º      | São Paulo            | 31 546 473       | 36 969 476       | 17,2          |
| 2º      | Minas Gerais         | 15 731 961       | 17 866 402       | 13,6          |
| 3º      | Rio de Janeiro       | 12 783 761       | 14 367 083       | 12,4          |
| 4º      | Bahia                | 11 855 157       | 13 066 910       | 10,2          |
| 5º      | Rio Grande do Sul    | 9 135 479        | 10 181 749       | 11,5          |
| 6º      | Paraná               | 8 443 299        | 9 558 454        | 13,2          |
| 7º      | Pernambuco           | 7 122 548        | 7 911 937        | 11,1          |
| 8º      | Ceará                | 6 362 620        | 7 418 476        | 16,6          |
| 9º      | Pará                 | 5 181 570        | 6 189 550        | 19,5          |
| 10º     | Maranhão             | 4 929 029        | 5 642 960        | 14,5          |
| 11º     | Santa Catarina       | 4 538 248        | 5 349 580        | 17,9          |
| 12º     | Goiás                | 4 012 562        | 4 996 439        | 24,5          |
| 13º     | Paraíba              | 3 200 677        | 3 439 344        | 7,5           |
| 14º     | Espírito Santo       | 2 598 505        | 3 094 390        | 19,1          |
| 15º     | Piauí                | 2 581 215        | 2 841 202        | 10,1          |
| 16º     | Alagoas              | 2 512 991        | 2 819 172        | 12,2          |
| 17º     | Amazonas             | 2 102 901        | 2 813 085        | 33,8          |
| 18º     | Rio Grande do Norte  | 2 414 121        | 2 771 538        | 14,8          |
| 19º     | Mato Grosso          | 2 022 524        | 2 502 260        | 23,7          |
| 20º     | Mato Grosso do Sul   | 1 778 741        | 2 074 877        | 16,6          |
| 21º     | Distrito Federal     | 1 598 415        | 2 043 169        | 27,8          |
| 22º     | Sergipe              | 1 491 867        | 1 781 714        | 19,4          |
| 23º     | Rondônia             | 1 130 874        | 1 377 792        | 21,8          |
| 24º     | Tocantins            | 920 116          | 1 155 913        | 25,6          |
| 25º     | Acre                 | 417 165          | 557 226          | 33,6          |
| 26º     | Amapá                | 288 690          | 475 843          | 64,8          |
| 27º     | Roraima              | 215 950          | 324 152          | 50,1          |

## Por região
| Posição | Unidade federativa  | População (1991) | População (2000) | % Crescimento |
| ------- | ------------------- | ---------------- | ---------------- | ------------- |
| 1º      | Região Sudeste      | 62 660 700       | 72 297 351       | 15,4          |
| 2º      | Região Nordeste     | 42 470 225       | 47 693 253       | 12,3          |
| 3º      | Região Sul          | 22 117 026       | 25 089 783       | 13,4          |
| 4º      | Região Norte        | 10 257 266       | 12 893 561       | 25,7          |
| 5º      | Região Centro-Oeste | 9 412 242        | 11 616 745       | 23,4          |
| TOTAL   | Brasil              | 146 917 459      | 169 590 693      | 15,4          |